# Peter Georg Cohrs
Peter Georg Cohrs (* 9. Februar 1894 in Klecken, Landkreis Harburg; † 23. Juni 1952) war ein deutscher Politiker der DP.

## Leben
Cohrs war Landwirt von Beruf. Er trat bereits zum 1. Oktober 1930 in die NSDAP ein (Mitgliedsnummer 346.126) und war Anfang der 1930er Jahre NSDAP-Kreisleiter in Hamburg, verlor das Amt aber aufgrund der Zusammenlegung zweier Kreisverbände. Danker und Lehmann-Himmel charakterisieren ihn in ihrer Studie über das Verhalten und die Einstellungen der Schleswig-Holsteinischen Landtagsabgeordneten und Regierungsmitglieder der Nachkriegszeit in der NS-Zeit als „exponiert-nationalsozialistisch“.
Von 1950 bis zu seinem Tod war er Abgeordneter des Schleswig-Holsteinischen Landtags. Er vertrat den Wahlkreis Pinneberg-Nord im Parlament. Ursprünglich für die Deutsche Partei gewählt, schloss er sich am 6. Mai 1952 der Landtagsfraktion der FDP als Hospitant an, ohne jedoch Parteimitglied zu werden. Anderthalb Monate später starb er.

## Ehrungen
Nach Georg Cohrs ist eine Straße in seinem Heimatort Südergellersen benannt.